# La Ridée
Die La Ridée (auch Ridée 6 temps) ist ein bretonischer Reihen- oder Kreistanz mit sechs Schritten aus der Gegend Vannetais. Der Tanz wird in Kreisen oder in langen Ketten (> 8 Teilnehmer) getanzt. Es ist ein Armtanz mit einer choreographierten Bewegung der Arme.

## Entwicklung
Der Ridée ist eine Weiterentwicklung des Hanter-dro, indem Armbewegungen zugefügt wurden. Mit dem Schwung durch die Armbewegung fand dieser Tanz Anklang bei der Jugend, so dass der Hanter-Dro fast verdrängt wurde.

## Ausgangsposition
Die Tänzer stehen in einer Reihe, Seite an Seite. Die Tänzer fassen sich gegenseitig an den Händen. Zu Anfang hängen die Hände runter.

## Grundschritt

Grundschritt Hanter dro

- Branle Double nach links = Links-seit Rechts-ran Links-seit Rechts- leicht und unbelastet in der Luft nachstellen (kein kicken oder vorschwingen) – als ob der Fuß eine Pause macht
- Branle Simple nach rechts = Rechts-seit, Links leicht und unbelastet in der Lust nachstellen (kein kicken oder vorschwingen) – als ob der Fuß eine Pause macht

Der Branle simple nach rechts wird einen halben Schritt nach hinten gesetzt. Die Tänzer strecken den rechten Fuß, so dass sich der Oberkörper nach oben bewegt. Es entsteht eine nach oben gerichtete Bewegung, aus der ein Schwung für den nächsten Schritt entsteht.

## Armbewegung
- Branle Double nach links: Die Arme schwingen vor und zurück. Mit Belastung auf den linken Schritt sind die Arme vorne; mit der Belastung auf rechts sind die Arme hinten.
- Branle Simple nach rechts: Die Arme werden mit waagrechten Unterarmen zunächst nach hinten eingerastet. Im Übergang zum nächsten Takt werden die Arme mit etwas Energie nach vorne bewegt und anschließend in die Armschwingung.